# Jockey de l'espace
Pour les articles homonymes, voir Jockey (homonymie).
Jockey de l'espace (titre original : Space Jockey) est une nouvelle de Robert Heinlein publiée pour la première fois dans le journal The Saturday Evening Post le 26 avril 1947 (en 1967 en français par OPTA), et faisant partie de l'Histoire du futur. 

## Résumé
La nouvelle décrit une journée dans la vie d'un pilote de fusée aux commandes d'un vaisseau spatial commercial sur un des trajets réguliers entre la Terre et la Lune.

## Éditions en français
- dans Histoire du futur (Tome 1),  OPTA, coll. Club du livre d'anticipation no 10, 1967.
- dans Histoire du futur (Tome 2), Les Vertes Collines de la Terre, Presses-Pocket/Pocket, coll. Science-fiction no 5063, 1979 (rééd. 1989)
- dans Histoire du futur (Tome II), Les Vertes Collines de la Terre, Gallimard, coll. Folio SF no 208, 2005.